# Aglaia monozyga
Aglaia monozyga är en tvåhjärtbladig växtart som beskrevs av Hermann August Theodor Harms. Aglaia monozyga ingår i släktet Aglaia och familjen Meliaceae. Inga underarter finns listade i Catalogue of Life.